# Cystopage sphaerospora
Cystopage sphaerospora är en svampart som beskrevs av Drechsler 1955. Cystopage sphaerospora ingår i släktet Cystopage och familjen Zoopagaceae.   Inga underarter finns listade i Catalogue of Life.